# ليوبولد كوفمان
ليوبولد كوفمان (بالألمانية: Leopold Kaufmann)‏ هو محامي وكاتب ومؤلف وسياسي ألماني، ولد في 13 مارس 1821 في بون في ألمانيا، وتوفي بنفس المكان في 27 فبراير 1898. انتخب عضو مجلس النواب البروسي اللوردات وانتخب عمدة.